# Control Machete
Control Machete fu un gruppo del hip-hop messicano originario di Monterrey. Era composto da tre musicisti: dallo scratcher e tastierista Antonio DJ Toy Selectah Hernández, dal vocalista Patricio Chapa Elizalde, conosciuto anche come Pato Machete, e dal vocalista Fermín IV, Fermín Caballero. Il gruppo combinò la cultura e la musica del nord del Messico con l'hip hop.

## Storia

### Inizi e successo immediato
Grazie alla produzione di Jason Roberts e al contributo dei Cypress Hill, il gruppo registrò il primo disco, Mucho Barato, considerato un brano precursore dell'Hip Hop messicano, poiché li condusse fuori dal genere underground ad un livello più popolare. Da allora l'Hip Hop di questa nazione non rimase solo un genere d'ascolto per amatori, bensì si rivelò un vero e proprio stile con influssi della musica messicana.
Il singolo, ¿Comprendes Mendes?, conferì loro immediata popolarità, poiché fu il brano di punta dei tour, nonché la canzone generalmente più suonata nei live.
Dopo il successo di Mucho Barato, i Control Machete produssero un album più elaborato rispetto al precedente, Artilleria pesada presenta.... Quest'album incluse importanti successi, come, Sé Signore, brano utilizzato come colonna sonora per uno spot televisivo della Levi's per il Super Bowl, il che conferì al gruppo successo internazionale ed un posto importante nel panorama musicale messicano.

### Popolarità sostenuta e proiezione internazionale
La band riuscì, in solo sei mesi, a vendere circa 500 000 copie dell'album, Molto Economico. La loro capacità di evocazione, fu ed è tale che nel 1997 i concerti, organizzati nell'ambito del tour Molochete, vennero frequentati da folle mai con meno di 10 000 persone, per un totale, tra Europa e Sud America di 458.000 persone. Il loro impatto a livello internazionale fu così dirompente, per cui vennero contattati anche da David Bowie con il quale organizzarono un concerto nell'Autódromo dei Fratelli Rodríguez di Città del Messico, davanti più di 40 000 spettatori.
Tra il 1997 ed il 1998, la band accettò l'impegnativa sfida come gruppo di apertura al Pop Mart Tour, della band irlandese degli U2. Tra il 1998 e il 2001 vennero invitati a partecipare alla compilazione di varie raccolteː per l'album, Un Tributo (a José José) , per l'etichetta BMG, dove interpretarono il brano, Amnesia. Sempre nel 1998, parteciparono a, Outlandos D'Americas, per l'etichetta EMI, un album di tributo ai The Police, mentre nel 2001 parteciparono anche all'album di tributo alla band argentina, Soda Stereo, dove interpretarono la canzone, Camaleonte.
Nel 2001 parteciparono ad un secondo tour Nazionale accanto a Molotov, per ricordare il primo Molochete del 1997. Nel 2001 il rapper messicano Fermin IV, ha lasciato il gruppo per continuare la come solista di musica cristiana, giungendo persino ad essere nominato Pastore della Congregazione "Seme di Senape" in Città di Messico. Il rapper divenne un punto di riferimento per quei ragazzi appartenenti alle violenti gang giovanili desiderosi di uscire dal mondo della violenza.
I Control Machete parteciparono, nel marzo 2004 ad un concerto al Palacio de los Deportes, di Città del Messico, come gruppo di apertura del rapper statunitense 50 cent.

### Pausa indefinita
Nel 2005, i Control Machete si presero una pausa "indefinita". Per il 2006 si parlò di un possibile ritorno dei tre componenti alla registrazione di un nuovo album. Nell'edizione del 2006 del Vive Latino, presentarono alcuni successi della band accompagnata da Luis Fara e Bosco Benavente dell' Amo Club al Palcoscenico Verde. In precedenza il Dj Toy organizzò un progetto alternativo chiamato Sonidero Nazionale. Inoltre, nel videogioco Scarface: The World is Yours della società Radicale Entertainment del 2006, il gruppo canta il brano, Bene Bene e Di, come colonna sonora latina del gioco. Nel 2007 il gruppo di musica elettronica, Non Siamo Maschi Ma Siamo Molti attraverso dispositivi elettronici, quali sempler, realizza la versione cumbia dell'album, Comprendi Mendes.
Nel 2008 Anatra registra il suo primo album solista, Contrabanda, con il quale realizza una serie di presentazioni tra festival e locali, presentandosi come Anatra Machete. Nel 2012 lancia il suo secondo album intitolato "33" in riferimento al suo 33º compleanno, organizzando una festa con lo stesso numero di invitati. Tra i collaboratori troviamoː Eugenia Leon nel brano Argento o Piombo, Gil Ciliegio di Kinky in Goccia a Goccia ed altri. Ultimamente il gruppo si è iscritto in Instagram. Ad una serie di domande poste dai fan sul social networg, il gruppo lasciò trapelare che a seguito di un incontro a tre emerse il desiderio di registrare un nuovo disco.

## Apparizioni in Videogiochi
Nel famoso gioco di Crackdown, per Xbox 360, appaiono due canzoni del gruppo: Sì Señor e ¿Comprended Mendes?
Anche nel videogioco della Xbox Totale Overdose sono apparso canzoni dell'album Mucho Barato, come ¿Comprendes Mendes?, Cheve, e altre canzoni popolari del gruppo.
Nel videogioco Scarface: The World Is Yours appare il gruppo con le canzoni Bien, Bien e De.

## Discografía

### Album di Studio
- 1997: Mucho Barato
- 1999: Artillería pesada presenta...
- 2003: Uno, dos: Bandera

### Compilazioni
- 2002: Solo Para Fanaticos
- 2006: Eat... Breath... And... Sleep: Successi
- 2017: Singles

### Collaborazioni
- 2000: Molochete - con Molotov

## Formazione
- Fermín IV – voce (1996-2004)
- Pato Machete – voce (1996-2004)
- DJ Toy – giradischi (1996-2004)